# Dear Jessie
Dear Jessie is een lied van Madonna, de vierde single van haar album Like a Prayer (1989).

## Madonna
Dear Jessie is een ode aan het dochtertje van (mede-schrijver en -producer) Patrick Leonard. De single is niet uitgebracht in de Verenigde Staten, daar werd gekozen voor de ballad Oh father.

### Videoclip
Er is geen clip van Dear Jessie waarin Madonna te zien is. Ter promotie van de single werd wel een animatie-video gemaakt met de vliegende roze olifantjes waarover Madonna zingt in het nummer. Madonna verschijnt zelf als een elfje dat Jessie meeneemt "to the other side".

### Hitnoteringen

#### Nederlandse Top 40
| Hitnotering: 23-12-1989 t/m 27-01-1990 | Hitnotering: 23-12-1989 t/m 27-01-1990 | Hitnotering: 23-12-1989 t/m 27-01-1990 | Hitnotering: 23-12-1989 t/m 27-01-1990 | Hitnotering: 23-12-1989 t/m 27-01-1990 | Hitnotering: 23-12-1989 t/m 27-01-1990 | Hitnotering: 23-12-1989 t/m 27-01-1990 |
| Week:                                  | 1                                      | 2                                      | 3                                      | 4                                      | 5                                      |                                        |
| -------------------------------------- | -------------------------------------- | -------------------------------------- | -------------------------------------- | -------------------------------------- | -------------------------------------- | -------------------------------------- |
| Positie:                               | 34                                     | 27                                     | 25                                     | 32                                     | 39                                     | uit                                    |

#### NederlandseSingle Top 100
| Hitnotering: 09-12-1989 t/m 17-02-1990 | Hitnotering: 09-12-1989 t/m 17-02-1990 | Hitnotering: 09-12-1989 t/m 17-02-1990 | Hitnotering: 09-12-1989 t/m 17-02-1990 | Hitnotering: 09-12-1989 t/m 17-02-1990 | Hitnotering: 09-12-1989 t/m 17-02-1990 | Hitnotering: 09-12-1989 t/m 17-02-1990 | Hitnotering: 09-12-1989 t/m 17-02-1990 | Hitnotering: 09-12-1989 t/m 17-02-1990 | Hitnotering: 09-12-1989 t/m 17-02-1990 | Hitnotering: 09-12-1989 t/m 17-02-1990 | Hitnotering: 09-12-1989 t/m 17-02-1990 |
| Week:                                  | 1                                      | 2                                      | 3                                      | 4                                      | 5                                      | 6                                      | 7                                      | 8                                      | 9                                      | 10                                     |                                        |
| -------------------------------------- | -------------------------------------- | -------------------------------------- | -------------------------------------- | -------------------------------------- | -------------------------------------- | -------------------------------------- | -------------------------------------- | -------------------------------------- | -------------------------------------- | -------------------------------------- | -------------------------------------- |
| Positie:                               | 71                                     | 48                                     | 33                                     | 22                                     | 17                                     | 17                                     | 31                                     | 59                                     | 79                                     | 100                                    | uit                                    |

## Rollergirl
In 1999 werd Dear Jessie gebruikt in de dance-hit van de Duitse formatie Rollergirl.

### Hitnoteringen

#### Nederlandse Top 40
| Hitnotering: 18-12-1999 t/m 11-03-2000 | Hitnotering: 18-12-1999 t/m 11-03-2000 | Hitnotering: 18-12-1999 t/m 11-03-2000 | Hitnotering: 18-12-1999 t/m 11-03-2000 | Hitnotering: 18-12-1999 t/m 11-03-2000 | Hitnotering: 18-12-1999 t/m 11-03-2000 | Hitnotering: 18-12-1999 t/m 11-03-2000 | Hitnotering: 18-12-1999 t/m 11-03-2000 | Hitnotering: 18-12-1999 t/m 11-03-2000 | Hitnotering: 18-12-1999 t/m 11-03-2000 | Hitnotering: 18-12-1999 t/m 11-03-2000 | Hitnotering: 18-12-1999 t/m 11-03-2000 | Hitnotering: 18-12-1999 t/m 11-03-2000 | Hitnotering: 18-12-1999 t/m 11-03-2000 |
| Week:                                  | 1                                      | 2                                      | 3                                      | 4                                      | 5                                      | 6                                      | 7                                      | 8                                      | 9                                      | 10                                     | 11                                     | 12                                     |                                        |
| -------------------------------------- | -------------------------------------- | -------------------------------------- | -------------------------------------- | -------------------------------------- | -------------------------------------- | -------------------------------------- | -------------------------------------- | -------------------------------------- | -------------------------------------- | -------------------------------------- | -------------------------------------- | -------------------------------------- | -------------------------------------- |
| Positie:                               | 21                                     | 18                                     | 16                                     | 14                                     | 11                                     | 12                                     | 13                                     | 12                                     | 13                                     | 18                                     | 21                                     | 34                                     | uit                                    |

#### NederlandseSingle Top 100
| Hitnotering: 27-11-1999 t/m 18-03-2000 | Hitnotering: 27-11-1999 t/m 18-03-2000 | Hitnotering: 27-11-1999 t/m 18-03-2000 | Hitnotering: 27-11-1999 t/m 18-03-2000 | Hitnotering: 27-11-1999 t/m 18-03-2000 | Hitnotering: 27-11-1999 t/m 18-03-2000 | Hitnotering: 27-11-1999 t/m 18-03-2000 | Hitnotering: 27-11-1999 t/m 18-03-2000 | Hitnotering: 27-11-1999 t/m 18-03-2000 | Hitnotering: 27-11-1999 t/m 18-03-2000 | Hitnotering: 27-11-1999 t/m 18-03-2000 | Hitnotering: 27-11-1999 t/m 18-03-2000 | Hitnotering: 27-11-1999 t/m 18-03-2000 | Hitnotering: 27-11-1999 t/m 18-03-2000 | Hitnotering: 27-11-1999 t/m 18-03-2000 | Hitnotering: 27-11-1999 t/m 18-03-2000 | Hitnotering: 27-11-1999 t/m 18-03-2000 | Hitnotering: 27-11-1999 t/m 18-03-2000 |
| Week:                                  | 1                                      | 2                                      | 3                                      | 4                                      | 5                                      | 6                                      | 7                                      | 8                                      | 9                                      | 10                                     | 11                                     | 12                                     | 13                                     | 14                                     | 15                                     | 16                                     |                                        |
| -------------------------------------- | -------------------------------------- | -------------------------------------- | -------------------------------------- | -------------------------------------- | -------------------------------------- | -------------------------------------- | -------------------------------------- | -------------------------------------- | -------------------------------------- | -------------------------------------- | -------------------------------------- | -------------------------------------- | -------------------------------------- | -------------------------------------- | -------------------------------------- | -------------------------------------- | -------------------------------------- |
| Positie:                               | 98                                     | 62                                     | 55                                     | 36                                     | 24                                     | 20                                     | 14                                     | 15                                     | 14                                     | 17                                     | 20                                     | 23                                     | 34                                     | 43                                     | 57                                     | 82                                     | uit                                    |